# Wrong Turn 2: Dead End
Ngã rẽ tử thần 2 hoặc tựa đầy đủ là Ngã rẽ tử thần 2: Đường cùng (tựa gốc tiếng Anh: Wrong Turn 2: Dead End) là bộ phim thứ 2 trong loạt phim kinh dị Wrong Turn, được làm vào năm 2007 và Joe Lynch làm đạo diễn, bối cảnh khu rừng Virginia sẽ được quay ở một khu rừng tại Canada. Nội dung của phim này hơi giống nội dung của phim kinh dị năm 2002, Halloween: Resurrection.
Đặc biệt là trong bộ phim này không có hai tên One Eye và Saw Tooth trong phần trước mà sẽ được thay thế bằng 4 kẻ đột biến khác, tên Three Finger sẽ là một thành viên trong gia đình của 4 kẻ này rồi chúng cũng tiếp tục việc giết người ăn thịt. Mác phim của Wrong Turn 2: Dead End là In the forest, only they can hear your scream là Ở trong rừng, chỉ có chúng nghe thấy tiếng thét của bạn.

## Nội dung phim
Khu rừng miền Tây Virginia giờ đây có cả thảy là 5 kẻ đột biến gen khát máu đang trú ngụ là: Three Finger, Pa, Ma, Brother và Sister (trong phần này không có One Eye và Saw Tooth), bọn chúng vẫn chờ đón những nạn nhân xấu số như phần trước. Một ngày kia một đài truyền hình tổ chức một trò chơi có tính mạo hiểm ngay tại khu rừng Virginia này, mỗi người tham gia trò chơi sẽ được đeo một cái máy camera nhỏ trên đầu rồi đi sâu vào rừng, tất cả những gì họ thấy sẽ được phát lên TV cho hàng triệu khán giả khác thấy, nếu đến tối mà ai tìm được đường ra khỏi khu rừng đầu tiên sẽ là người thắng cuộc, nhận được phần thưởng là số tiền to lớn 100,000 USD. Những người bạn trẻ đó đồng ý ngay vì họ thấy trò này cũng có tính chất cảm giác mạnh, thế là lần lượt từng người bị gia đình của Three Finger giết chết, ai sẽ là người may mắn sống sót trở về.

## Diễn viên
- Henry Rollins - Dale Murphy
- Erica Leerhsen - Nina Papas
- Texas Battle - Jake Washington
- Aleksa Palladino - Mara
- Daniella Alonso - Amber
- Steve Braun - Jonesy
- Matthew Currie Holmes - Michael "M"
- Crystal Lowe - Elena
- Kimberly Caldwell - Kimberly
- Wayne Robson - Old Man
- Jeff Scrutton - Three Finger
- Ken Kirzinger - Pa
- Ashlea Earl - Ma
- Clint Carleton - Brother
- Rorelee Tio - Sister

## Các bộ phim cùng loạt
1. Wrong Turn (2003)
2. Wrong Turn 2: Dead End (2007)
3. Wrong Turn 3: Left For Dead (2009)
4. Wrong Turn 4: Bloody Beginnings (2011)
5. Wrong Turn 5: Bloodlines (2012)
6. Wrong Turn 6: Last.Resort (2014)